# ウィンダム・ヒル・レコード
ウィンダム・ヒル・レコード（Windham Hill Records）は、1976年にギタリストのウィリアム・アッカーマンと彼の前妻アン・ロビンソンにより創設されたレコード・レーベルで、ウィンダム・ヒル・グループ（The Windham Hill Group）の本体となっている。活動初期から自然回帰志向の作品をリリースし、1980年代にはニューエイジ・ミュージックの代表格として認知された。
元々はアッカーマン自身のフォーク・ミュージックのレーベルとして発足した。その後、加入したジョージ・ウィンストン等の活躍によって1980年代のニューエイジ・ミュージックのブームの一翼を担った。彼はウィンダム・ヒル内に自己レーベルダンシング・キャット・レコードを持っている。現在はクラシックやジャズなどのジャンルのインストゥルメンタル音楽を扱っている。
かつてはジャズ部門（ウィンダム・ヒル・ジャズ）もあったが、現在は閉鎖している。この部門にフュージョン・ギタリストのラス・フリーマンが設立したピーク・レコードもあったが、閉鎖に伴いピークはコンコード・ミュージック・グループに移籍した。
これらウィンダム・ヒル・レーベルを1980年代当時、日本ではアルファレコード→旧キャニオン・レコード（ポニーキャニオン）がCD等の販売を取扱った。1990年代には自然音とニューエイジ・ミュージックを専門とするセント・ギガという放送局も設立され、ウィンダム・ヒル・レコードの作品も多数オンエアされた。
1992年よりBMGのRCAビクターが直接の親会社であったが、2007年にBMGはソニー・ミュージックに完全に吸収合併したため、BMGは消滅、以後はソニー・ミュージックが親会社となる。国内盤の販売はソニー・ミュージックジャパンインターナショナル・RCA/JIVEグループから。

## 沿革
- 1976年 ウィリアム・アッカーマンとアン・ロビンソンにより創設。
- 1982年 A&Mレコードと分配契約を結ぶ。
- 1989年 A&Mがポリグラムに売却されウィンダム･ヒルは解約。
- 1992年 ウィンダム･ヒルはBMGに売却、RCAビクターの系列下に入る。
- 2007年 BMGがソニー・ミュージックと合併、BMGは消滅。ウィンダム・ヒルはソニー・ミュージック所有の子会社となる。

## 主なアーティスト
- アール・クルー*
- アレックス・デ・グラッシ
- インテリアズ
- ウィリアム・アッカーマン
- クレイグ・チャキーコ*
- ジム・ブリックマン
- ジョージ・ウィンストン
- スパイロ・ジャイラ（ジェイ・ベッケンスタイン）*
- タートル・アイランド・ストリング・カルテット
- タック&パティ*
- ダロール・アンガー
- ナイトノイズ
- フィリップ・アーバーグ
- フィリップ・セス
- マーク・アイシャム
- マイク・マーシャル
- マイケル・マンリング
- マイケル・ヘッジス
- メタモラ
- リズ・ストーリー
- ザ・リッピントンズ*
- アイラ・スタイン&ラッセル・ウォルダー*

*はウィンダム・ヒル・ジャズのミュージシャン